# Mont Barouk
Le mont Barouk (arabe : Jabal Al Barouk) est une montagne faisant partie de la chaîne du mont Liban et culminant à 1 943 mètres d'altitude. Elle est réputée pour abriter la plus grande réserve naturelle du Liban, la réserve naturelle du Chouf où se trouve la plus forte concentration de cèdres du pays.